# Jessica Beshir

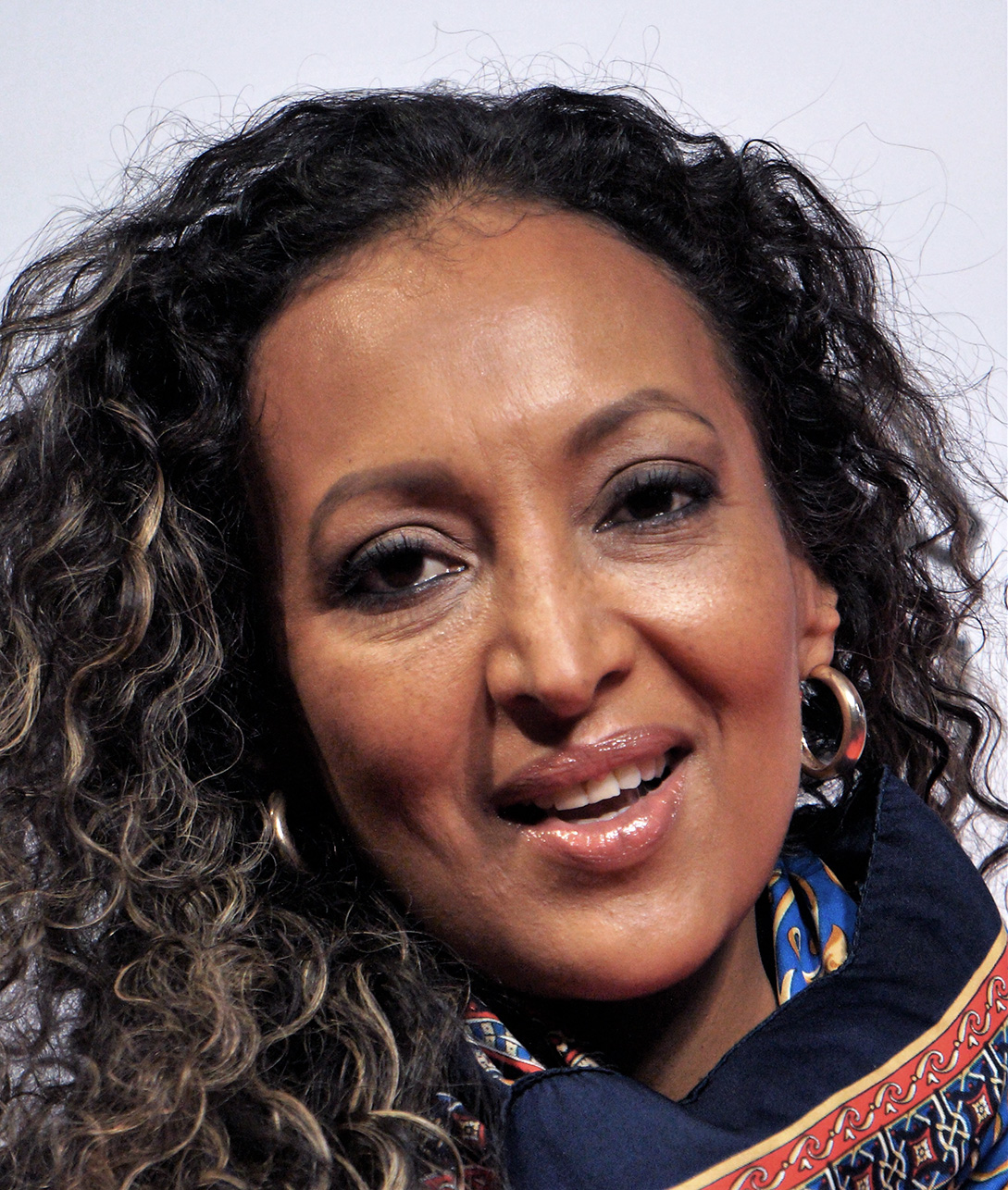
Jessica Beshir (2021)

Jessica Beshir (* in Mexiko-Stadt) ist eine mexikanisch-äthiopische Filmemacherin, Produzentin und Kamerafrau.

## Leben
Jessica Beshir wurde in Mexiko-Stadt geboren und wuchs in Harar im Osten Äthiopiens auf. Ihr Vater ist Äthiopier, ihre Mutter Mexikanerin. Als Beshir 15 Jahre alt war, floh sie gemeinsam mit ihrer Familie wegen der politischen Gewalt aus Äthiopien nach Mexiko. Sie erwarb einen Bachelor-Abschluss an der University of California in Los Angeles, zog dann nach New York und arbeitet nunmehr in den USA, reist aber regelmäßig nach Harar, auch wenn sie dort keine Familie hat. Dennoch hat Beshir dort nach eigenen Aussagen das Gefühl, zu Hause zu sein.
Ihr Regiedebüt gab Beshir mit dem Kurzfilm Hairat, der im Januar 2017 beim Sundance Film Festival seine Premiere feierte und vom Criterion Channel veröffentlicht wurde. In diesem in Schwarzweiß gedrehten Film begibt sie sich zurück nach Harar und besucht Yussuf Mume Saleh, den sie seit ihrer Kindheit kennt und der als der „Hyänenmann von Harar“ bekannt ist.
Mit Faya Dayi, den sie vier Jahre nach Hairat beim Sundance Film Festival vorstellte, gab Beshir ihr Langfilmdebüt. In dem teilweise dokumentarischen Film unternimmt sie mit dem Zuschauer eine ätherische Reise durch Äthiopien und kehrte auch hierfür nach Harar zurück. Aufgenommen über mehrere Jahre hinweg zeigt sie in ihrem Schwarzweißfilm, welchen Einfluss Khat auf Äthiopien hat und wie der Anbau der Pflanze das Land einerseits ernährt, deren Konsum die Gesellschaft aber andererseits betäubt. Besonders die ältere Generation ist zum großen Teil Khat-abhängig, während die Jungen davon träumen, das Land zu verlassen.

## Filmografie
- 2017: Hairat (Kurzdokumentarfilm)
- 2017: Heroin (Kurzdokumentarfilm)
- 2021: Faya Dayi

## Auszeichnungen
American Society of Cinematographers Award
- 2022: Auszeichnung mit dem Documentary Award (Faya Dayi)[11]

Black Reel Award
- 2021: Nominierung als Bester fremdsprachiger Film (Faya Dayi)

Critics Choice Documentary Award
- 2021: Nominierung als Bester Debütfilm (Faya Dayi)
- 2021: Nominierung für die Beste Kamera (Faya Dayi)[12]

Independent Spirit Award
- 2022: Auszeichnung mit dem Truer Than Fiction Award (Faya Dayi)[13]

Seattle International Film Festival
- 2021: Nominierung für den Documentary Competition Award (Faya Dayi)

Sundance Film Festival
- 2017: Nominierung für den Short Film Grand Jury Prize	(Hairat)
- 2021: Nominierung für den World Cinema Documentary Grand Jury Prize (Faya Dayi)

Visions du Réel
- 2021: Auszeichnung im internationalen Wettbewerb (Faya Dayi)
- 2021: Auszeichnung mit dem FIPRESCI-Preis (Faya Dayi)[14]